# Butkovići (Chorwacja)
Butkovići – wieś w Chorwacji, w żupanii istryjskiej, w gminie Svetvinčenat. W 2011 roku liczyła 186 mieszkańców.